# Британське та Іноземне Біблійне Товариство
Бритáнське та Інозéмне Біблíйне Товари́ство (також Бритáнське і Закордóнне Біблíйне Товари́ство, Лондонське Біблійне Товариство, заст. укр. Британське і заграничнє біблійне товариство, абревіатура БІБТ; англ. British and Foreign Bible Society) — неконфесійне біблійне товариство зі статусом благодійної організації, яке займається поширенням Біблії та її перекладом на різні мови світу. Засноване 1804 року у Великій Британії, проте згодом поширило свою діяльність на інші держави. Завдяки Британському та Закордонному Біблійному Товариству Святе Письмо було перекладено на 2123 мови. Товариство стало початком активного створення біблійних товариств у країнах Європи, США та інших країнах світу.
За підтримки БІБТ було видано україномовний переклад Біблії Пантелеймона Куліша, Івана Пулюя та Івана Нечуя-Левицького.

## Заснування

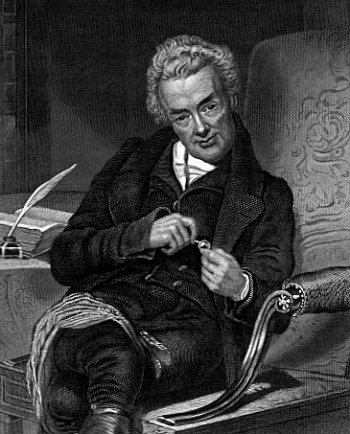
Вільям Вілберфорс — один із засновників Британського та Іноземного Біблійного Товариства

Британське та Іноземне Біблійне Товариство було засноване 7 березня 1804 року. До засновників Товариства належав, зокрема, Вільям Вілберфорс — британський політик, філантроп, борець проти рабства. Заснуванням організації засновники намагалися вирішити проблему відсутности перекладів Біблії валлійською мовою, що ускладнювало проповіді серед населення Уельсу.
Існували розповіді про молодих дівчат, які ходили до одного із засновників Товариства, Томаса Чарльза, й інших діячів організації та брали від них примірники Біблії. Відомою стала історія Мері Джонс, яка з цією метою пройшла понад 20 миль.

## Діяльність

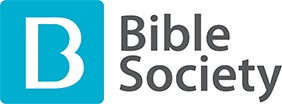
Логотип БІБТ 2017 року

На Британських островах БІБТ перекладало та друкувало Біблію шотландською рівнинною, валлійською, шотландською гельською мовами.
Першим проєктом перекладу Біблії від БІБТ поза межами Британських островів був переклад Євангелія від Івана на мови ірокезів — корінного етносу, що проживає на теренах Канади. Також БІБТ переклало Євангеліє від Луки однією з параромських мов, а саме — іспанським кало.
13 листопада 1824 року вийшов звіт БІБТ «Buffalo Emporium and General Advertiser», у якому йшлося про те, що з моменту створення Товариство поширило 1 723 251 Біблію та 2 529 114 Нових Заповітів, а разом — 4 252 365 примірників.
Через суперечку щодо апокрифів у 1825—1826 роках від Британського та Іноземного Біблійного Товариства відокремилися Шотландське Біблійне Товариство та Біблійне Товариство Тринітаріїв (1831).
У статті від 15 березня 1879 року канадська газета «Montreal Gazette» писала, що з моменту заснування загальний тираж усіх видань БІБТ склав 82 млн примірників.

1903 року за підтримки БІБТ було видано україномовний переклад Біблії Пантелеймона Куліша, Івана Пулюя та Івана Нечуя-Левицького.

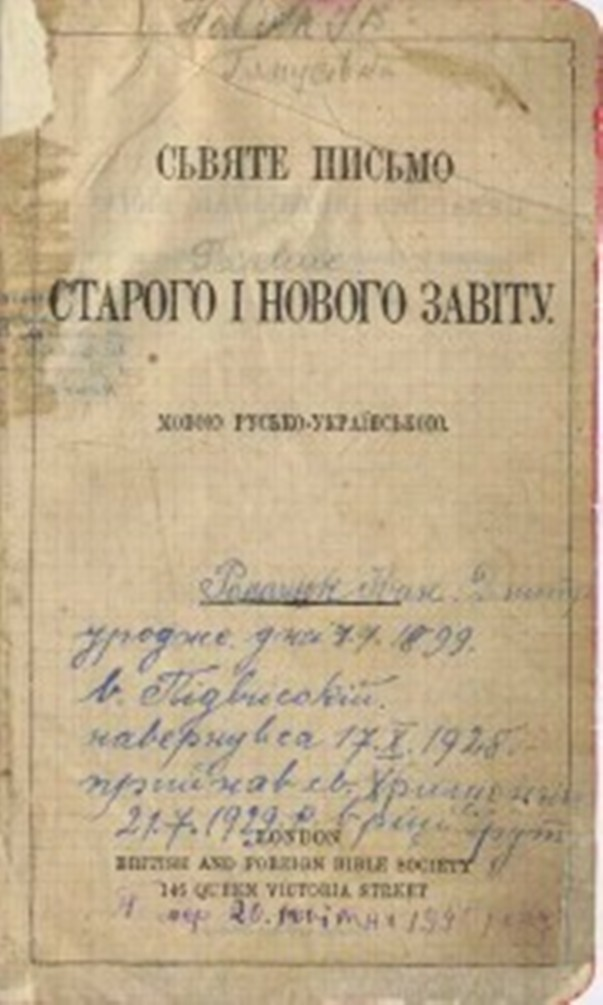
Титульна сторінка Біблії у перекладі Пантелеймона Куліша, Івана Пулюя та Івана Нечуя-Левицького українською мовою. Видано 1903 року за сприяння БІБТ

Під час Першої світової війни Британське та Іноземне Біблійне Товариство розповсюдило понад 9 млн томів Біблії та її частин, зокрема, серед військовополонених, поранених. За даними, які наводить саме БІБТ, щодня розповсюджували близько 6-7 тисяч томів, що дорівнює 4 примірникам щохвилини. Незважаючи на такі успіхи, БІБТ зіткнулося із труднощами під час війни через нестачу поставок, активні бойові дії, перешкоди судноплавству тощо.
Станом на 1972 рік щорічний тираж видань БІБТ становив 173 млн, а кількість мов, якими видавалися томи Товариства, становила 1431.
Станом на 2001 рік Біблія завдяки діяльності БІБТ перекладена уже на 2123 мови.
До 1985 року штаб-квартира БІБТ розташовувалася у Лондоні на Квін-Вікторія-стріт, 146. З 1985 року штаб-квартира розміщена у Свіндоні.

## Об'єднані біблійні товариства
Британське та Іноземне Біблійне Товариство поширило свою діяльність на інші частини світу, зокрема, Індію, Європу, Америку. Там воно створювало власні філії, які пізніше були перетворені на окремі біблійні товариства. Зокрема, 1812 року було засновано Російське Біблійне Товариство, а за 3 роки — Українське. 1816 року засновано Американське біблійне товариство. Зараз усі колишні філії БІБТ співпрацюють між собою в рамках Об'єднаних біблійних товариств, що були створені 1946 року. Існує 141 біблійне товариство у 200 країнах світу.

## Бібліотека БІБТ
Британське та Іноземне Біблійне Товариство володіє найбільшою колекцією Святих Писань у світі, яка налічує близько 39 тис. примірників. Зокрема, БІБТ володіє найбільшою колекцією писань китайською мовою. Бібліотека Британського та Іноземного Біблійного Товариства є частиною Бібліотеки Кембриджського університету.